# Cholly Atkins
Cholly Atkins, all'anagrafe Charles Sylvan Atkinson (Pratt City, 30 settembre 1913 – Las Vegas, 19 aprile 2003) è stato un ballerino statunitense, noto artista di vaudeville e coreografo dei concerti di molti dei cantanti della Motown.

## Biografia
Nato in Alabama, Cholly Atkins cominciò a danzare verso la fine degli anni 30 prima di arruolarsi nel 1942 durante la Seconda guerra mondiale. Dopo il congedo, Atkins instaurò con Charles Coles un proficuo sodalizio artistico e i due si esibirono come un duo di cabarettisti e ballerini di vaudeville per tutti gli Stati Uniti, dopo aver fatto il loro debutto ufficiale all'Apollo Theater di Harlem. Insieme a Coles, Atkins condivise il palco con alcuni dei maggiori artisti jazz del periodo, tra cui Louis Armstrong, Charlie Barnet, Count Basie, Cab Calloway e Lionel Hampton. I due si esibirono insieme a Broadway per tre anni dal 1949 al 1952 nel musical Gentlemen Prefer Blondes.
A partire dalla metà degli anni cinquanta, Cholly Atkins cominciò a insegnare passi di danza ai cantanti della Cadillacs, Shirelles, Moonglows, Frankie Lymon & the Teenagers, Little Anthony & The Imperials. Lo stille di Atkins, battezzato "vocal choreography", consisteva nell'integrare nell'esibizione canore gesti e movimenti che diventavano una parte essenziale dell'esibizione. Dopo aver lavorato come coreografo freelance per The Miracles nel 1962, Atkins fu assunto da Berry Gordy come coreografo ufficiale della Motown Records nel 1964 e creò i movimenti per gruppi come The Supremes, The Temptations, The Four Tops, The Marvelettes, Gladys Knight & The Pips e altri ancora. Continuò a lavorare per la Motown fino agli anni ottanta e nel 1989 tornò a Broadway per coreografare il musical Black and Blue, per cui vinse il Tony Award alla miglior coreografia.

### Vita privata
Cholly Atkins è stato sposato tre volte. La prima, tra il 1936 e il 1944, con la ballerina Catherine Gayle Williams. Dopo il divorzio, Atkins si risposò con Dorothy "Dottie" Lee Saulters, ex-moglie di Coles, prima di risposarsi in terze nozze con Maye Ollie Harrison, con cui rimase fino alla morte.